# ВЛ19
ВЛ19 (до 1938 года — ВЛ — «Владимир Ленин», 19 — нагрузка от движущих осей на рельсы в тс) — советский магистральный грузопассажирский электровоз постоянного тока, выпускавшийся с 1932 по 1938 год. Является первым, а среди серийных (до марта 1953 года) единственным электровозом, конструкция которого была создана в Советском Союзе.

## История

### Предпосылки к появлению

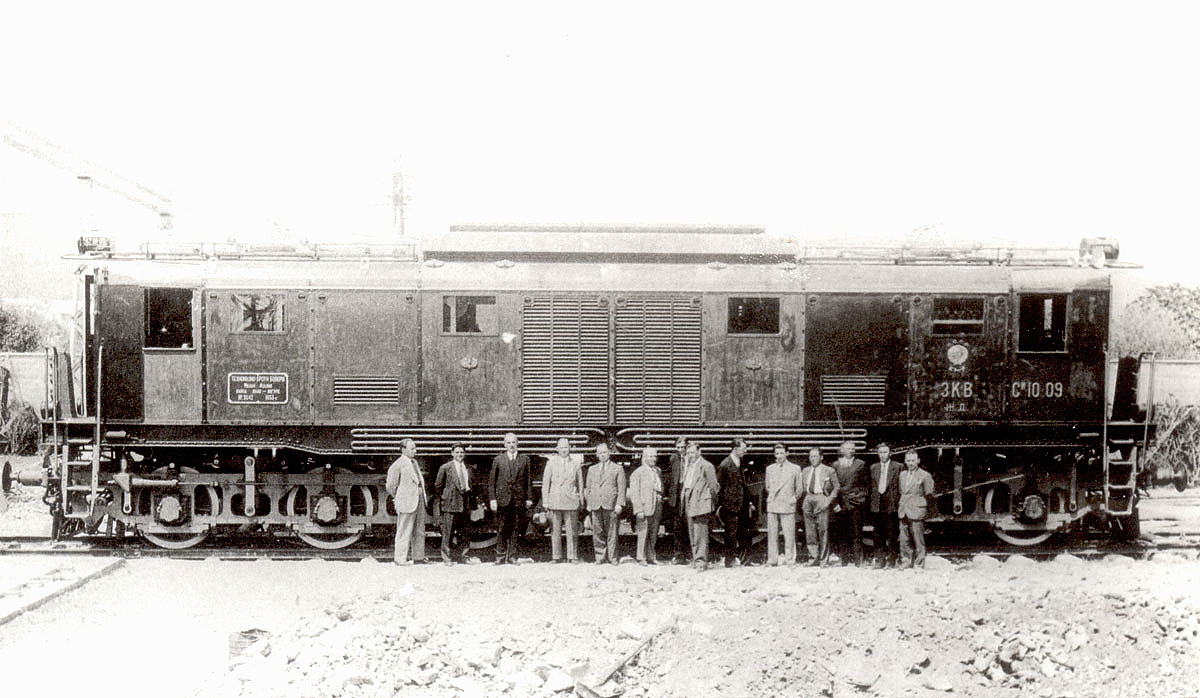
Электровоз С^{И}

В 1932 году на советские железные дороги из США (фирма General Electric) и Италии (фирма Tecnomasio Italiano-Brown-Boweri) стали поступать первые магистральные электровозы, которые предназначались для вождения поездов через Сурамский перевал (участок Хашури — Зестафони Закавказской железной дороги). В августе того же года, используя комплект чертежей, предоставленных General Electric, заводы Коломенский и «Динамо» начали серийное производство аналогичных электровозов. Сурамские электровозы американского, итальянского и советского производства получили обозначение серии соответственно С (Сурамский), СИ и СС. Ходовая часть этих локомотивов состояла из двух трёхосных тележек, соединённых между собой сочленением (осевая формула 3О+3О) на которых сверху опирался кузов. Сцепная масса сурамских электровозов составляла 132 т, а сила тяги достигала 24 000 кгс (у СИ — 28 000 кгс, для сравнения, у мощнейшего советского паровоза ФД20 — 21 200—23 300 кгс, у самого массового Э — 18 100—19 500 кгс). Благодаря внедрению электровозной тяги, существенно возросла провозная способность участка (17 электровозов заменили 42 паровоза серии Э), что послужило основанием для перевода на электрическую тягу других направлений.
Однако сурамские электровозы не могли эксплуатироваться на большинстве советских железных дорог. Прежде всего это было связано с высокой нагрузкой от движущих осей на рельсы, составляющей 22 тс, тогда как большинство железнодорожных путей того времени допускали нагрузку не более 20 тс. К тому же основное количество подвижного состава было оборудовано винтовой упряжью, которая была рассчитана на максимальное усилие в 20 000 кгс. Требовался электровоз, который должен был обеспечить «предельное использование современного состояния пути, а также винтовой стяжки» (из постановления Комитета реконструкции железнодорожного транспорта). Для локомотивов это означало следующее: нагрузка от движущих осей на рельсы в пределах 20 тс, максимальная сила тяги на ободе колёс 20 000 кгс.

### Проектирование
15 марта 1932 года, по заданию ОГПУ, на Московском электромашиностроительном заводе «Динамо» и в Центральном локомотивопроектном бюро (ЦЛПБ), помимо подготовки технической документации к электровозам серии СС, началось рабочее проектирование нового товарно-пассажирского электровоза с шестью движущими осями. И уже на первых стадиях проектирования конструкторы столкнулись с выбором осевой формулы для нового электровоза. Дело в том, что в апреле — мае того же года на страницах газет «Техника» и «Гудок» развернулась большая дискуссия по этому поводу. В ней электровозу типа 0-3О-0+0-3О-0 с нагрузкой от движущих колёсных пар на рельсы 19—20 тс противопоставлялся электровоз типа 1-3О-0+0-3О-1 с нагрузкой на рельсы 23 тс и силой тяги 27 000 кгс (его эскизный проект был выполнен студентами-выпускниками Московского электромеханического института инженеров транспорта). Во втором варианте, для уменьшения воздействия на путь, предусматривались бегунковые колёсные пары с нагрузкой на рельсы 15 тс. За электровоз типа 0-3О-0+0-3О-0 выступали инженеры завода «Динамо», а за электровоз типа 1-3О-0+0-3О-1 специалисты Объединения электрификации железных дорог НКПС. Решающим в выборе стало то, что для первого варианта электровоза предусматривалось применение уже строящихся тяговых электродвигателей ДПЭ-340 (применялись на электровозах СС), а проектирование тяговых электродвигателей для второго варианта ещё не было начато. В результате промышленность остановилась на электровозе типа 0-3О-0+0-3О-0 с нагрузкой на рельсы 19 тс.
Экипажная часть проектируемого электровоза во многом отличалась от экипажной части электровозов серий С и СС. Так, у проектируемого электровоза сократили длину тележек (как для лучшего вписывания в кривые, так и для снижения массы), исключили продольные балки под опоры кузова, а у межтележечного сочленения установили возвращающее устройство со спиральными пружинами. Рессорное подвешивание тележек было выполнено статически неопределимым (четырехточечное), а листовые рессоры имели меньшую жёсткость, по сравнению с рессорным подвешиванием электровозов СС. Для соединения всех частей кузова предусматривалась сварка (вместо заклёпок).
Так как на новом электровозе было решено применить тяговые двигатели, как на электровозах серий С и СС, то было изменено передаточное число тяговых редукторов, что позволило снизить силу тяги часового режима с 24 000 до 20 000 кгс, при одновременном повышении скорости при этом режиме. Как и на «сурамских» электровозах, на новом локомотиве было решено применить рекуперативное торможение. Вспомогательные машины и большинство электроаппаратуры были такими же, как на электровозах серии СС. Общее техническое руководство проектированием нового электровоза осуществляли инженеры Е. С. Аватков и Х. Я. Быстрицкий.
По мнению многих специалистов, в том числе и В. А. Ракова (инженера-железнодорожника, автора многих книг по электровозам), был более простой путь создания электровоза с нагрузкой от колёсных пар на рельсы в пределах 19—20 тс. Они предлагали несколько перепроектировать электровоз серии СС: не устанавливать электрооборудование для рекуперативного торможения (около 5 т), убрать балласт (7—9 т), а также изменить передаточное число тяговых редукторов. Эти специалисты считали, что несмотря на уменьшение объёма работы, она бы всё равно стала не менее творческой. Но целый ряд проектных организаций был против этого. В качестве контраргументов приводилось то, что получилась бы лишь разновидность сурамских электровозов, без новой экипажной части и некоторых электрических машин. Немаловажную роль здесь сыграл и идеологический фактор: электровозы серии СС являлись лицензионной копией электровозов С американского производства, поэтому создание электровоза собственной конструкции было делом престижа Советского Союза.

### Первый электровоз

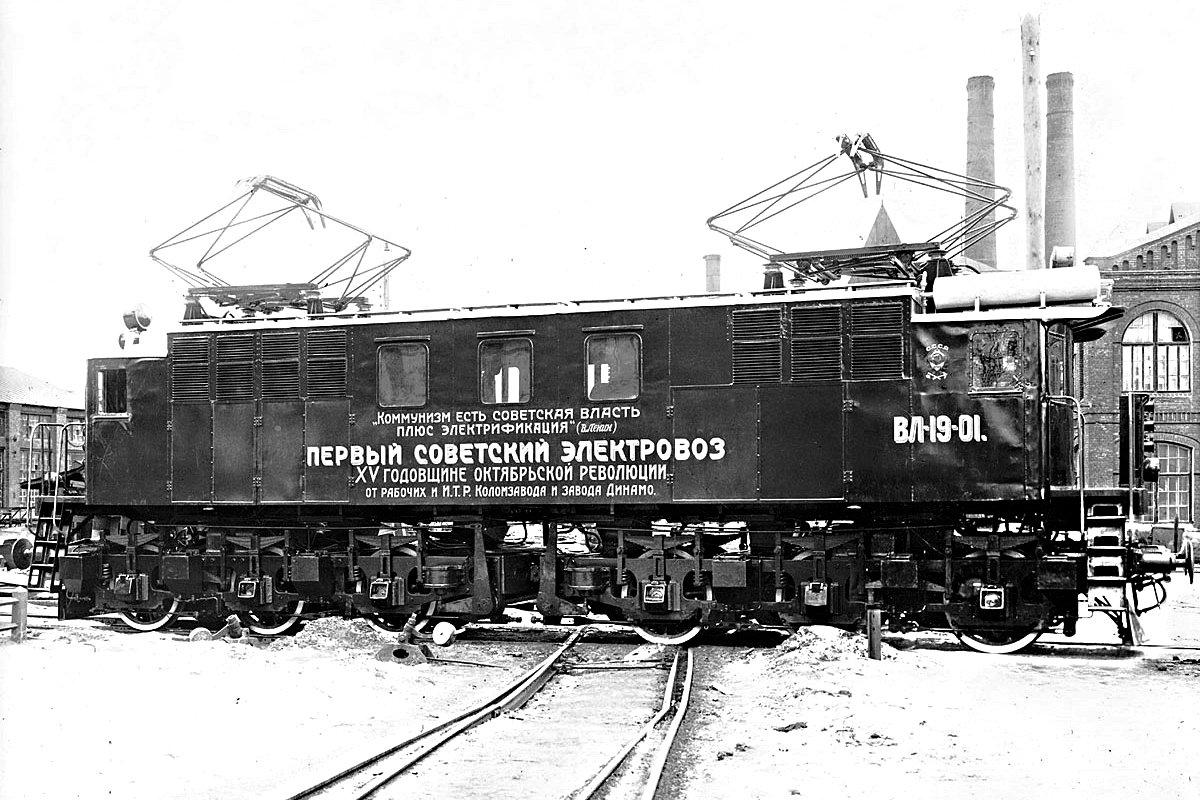
Электровоз ВЛ19-01

15 августа на «Динамо» и Коломенском заводах была начата постройка нового электровоза, которая была закончена 5 ноября, то есть заняла менее 3 месяцев, причём из них всего 14 дней ушло на монтаж электрооборудования. В XV годовщину Октябрьской революции — 6 ноября 1932 года за ворота завода «Динамо» вышел первый электровоз (тип Коломенского завода 2Э, к типу 1Э принадлежали электровозы серии СС), конструкция которого была разработана в СССР. Коллективом рабочих завода было принято решение о присвоении новой серии электровозов имени Владимира Ленина, в результате чего серия получила наименование ВЛ. Первоначальное обозначение первого электровоза было ВЛ114-1 (114 — сцепная масса электровоза в т), но через несколько дней его переменили на ВЛ19-01 (по аналогии с обозначением серий паровозов — ИС20, ФД21, СО17).
Летом 1933 года электровоз был направлен на Сурамский перевал (Закавказская железная дорога), где летом 1933 года были проведены его эксплуатационные испытания, в ходе которых его также сравнивали с электровозами СС11-01 и серии С. В ходе испытаний выяснилось, что из-за того что все детали кузова были соединены только при помощи сварки, происходило коробление листов боковых стенок. За исключением того, что новый электровоз реализовывал более высокий коэффициент сцепления, особых преимуществ по сравнению с электровозом серии СС выявлено не было. Тем не менее, новое руководство Центрального управления электрификации НКПС приняло решение о начале выпуска электровозов серии ВЛ, вместо электровозов СС (построили лишь 21 локомотив этой серии). В 1938 году, в связи с переименованием серии электровозов См в ВЛ22, наименование серии ВЛ было изменено на ВЛ19. В 1939 году ВЛ19-01 был переоборудован: с него сняли оборудование для рекуперативного торможения и произвели монтаж аппаратуры по более простой схеме, применявшейся на серийных электровозах.

### Серийные электровозы для напряжения 3000 В
В марте 1934 года заводы «Динамо» и Коломенский совместно выпустили электровоз ВЛ19-02, который имел несколько конструктивных отличий от первого электровоза. Так, у ВЛ19-02 части кузова соединялись частично сваркой и частично на заклёпках, тормозные цилиндры на тележках располагались горизонтально и имели диаметр 14″ (на ВЛ19-01 цилиндры диаметром 15″ располагались вертикально). Тормозной вал, который на первом электровозе соединял правую и левую тормозные рычажные передачи тележки, отсутствовал. Также на ВЛ19-02 длина каждой из тележек была увеличена на 100 мм, а общая длина кузова на 200 мм (длина электровоза по буферам стала равняться 16 218 мм). Из-за того, что новый электровоз планировали эксплуатировать на равнинных участках, то вместо рекуперативного электрического торможения на нём было применено реостатное. Электрические схемы разрабатывались под руководством инженера Г. В. Птицына, который ранее проектировал схемы для пассажирского скоростного электровоза ПБ21. Общее техническое руководство проектированием серийного электровоза осуществляли те же инженеры, что и при проектировании опытного — Аватков и Быстрицкий.
Электровозы серии ВЛ19 (тип Коломенского завода 4Э; к типу 3Э относился электровоз ПБ21) на напряжение 3000 В выпускались с 1934 по 1938 годы заводами Коломенский (механическая часть) и «Динамо» (электрооборудование). Всего было выпущено 124 таких электровоза (табл. 1).
| Год выпуска | Количество электровозов | Номера                                                   |
| ----------- | ----------------------- | -------------------------------------------------------- |
| 1934        | 8                       | 02—09                                                    |
| 1935        | 37                      | 10—40, 42—47                                             |
| 1936        | 39                      | 48—66, 68—75, 78, 79, 81—86, 88—91                       |
| 1937        | 20                      | 87, 92, 93, 99—101, 103—105, 108, 109, 112, 114, 116—121 |
| 1938        | 20                      | 98, 111, 113, 122—126, 129—133, 138, 140—145             |

Электровозы № 03—07 имели схему электрических цепей, как на № 02. По ней при электрическом торможении отключение тяговых электродвигателей производилось быстродействующим выключателем, что приводило к неоправданному износу некоторых его деталей. Поэтому в схему внесли изменения, по которым двигатели отключались двумя электропневматическими контакторами. С такой схемой были выпущены электровозы № 08—55. Электровозы № 02—55 завод Динамо считал электровозами первого выпуска. На электровозах с № 08 начали устанавливать компрессоры нового типа (см. раздел «Конструкция»), вместо регуляторов напряжения системы Пинч, ранее применявшихся на сурамских электровозах, были установлены дисковые, как на электросекциях серии СД; была изменена конструкция контроллера машиниста.
Электровозы второго выпуска (№ 56—85 и 88) имели некоторые изменения в схемах электрических цепей, направленные на повышение их надёжности. В частности были заменены пусковые резисторы и реверсор; вместо группового переключателя ПКГ-305 (использовался ещё на электровозах серии СС) с 18-ю контакторными элементами был применён групповой переключатель ПКГ-308Б с 15-ю контакторными элементами. На электровозах третьего выпуска (№ 86, 87, 89—122, 124—126) была изменена конструкция распределительного щита, контроллера машиниста, стал применяться вибрационный регулятор напряжения, а электромагнитные контакторы имели конструкцию, как у контакторов DB-654A (применялись на электровозах серии С). На электровозах четвёртого выпуска (№ 123, 129—145) вместо динамотора и сдвоенных вентиляторов стали устанавливать два мотор-вентилятора, каждый из которых приводил в действие генератор тока управления. Количество тормозных позиций увеличилось с 15 до 20.
В 1939 году инженером З. М. Дубровским была разработана и реализована на электровозе ВЛ19-28 схема с так называемым перемежающимся включением обмоток возбуждения тяговых электродвигателей. Согласно этой схеме якорные обмотки 1-го и 2-го тяговых электродвигателей были постоянно последовательно включены, последовательно с ними включались их последовательно соединённые обмотки возбуждения. То же самое было с 5-м и 6-м тяговыми электродвигателями. За якорной обмоткой 3-го электродвигателя включалась его обмотка возбуждения, аналогично соединялись якорь и обмотка 4-го электродвигателя. Пусковые резисторы переключались на разные соединения ветвей с помощью группового переключателя, который использовался для переключения тяговых электродвигателей. Реостатное торможение на электровозе отсутствовало. В результате переделки значительно уменьшилось, по сравнению с серийными электровозами, число блокировочных пальцев (со 130 до 18, то есть на 86 %), электропневматических вентилей (с 39 до 28, то есть на 28 %) и индивидуальных пневматических контакторов (с 52 до 40, то есть на 23 %). ВЛ19-28 прошёл тщательные испытания на Ярославской железной дороге, а после поступил для эксплуатации на железную дорогу имени Л. М. Кагановича. В процессе эксплуатации было отмечено, что надёжность электровоза значительно повысилась, одновременно с этим уменьшался объём его ремонта. Поэтому с 1940 года на многих дорогах, а также на заводах (при капитальных ремонтах) началось переоборудование по этой схеме других электровозов этой серии. К 1958 году на эту схему, помимо ВЛ19-28, были переоборудованы ещё 86 локомотивов, работавших при напряжении 3000 В. Также указанная схема использовалась при модернизации сурамских электровозов, а также серий СК и ВЛ22.
В 1950 году на электровозе ВЛ19-23 была применена упрощённая схема для перехода на реостатное торможение. В 1951 году для защиты тяговых электродвигателей от коротких замыканий в силовой цепи на электровозе установили дифференциальное реле (сравнивает величину токов в начале и конце силовой цепи. Также была применена буферная защита, которая при перегрузке тяговых электродвигателей автоматически вводила в силовую цепь пусковые резисторы. Подобная схема защиты после использовалась на электровозе серии Н8.

### Электровозы на два напряжения
В 1924 году, при электрификации пригородных участков Московского железнодорожного узла, напряжение в контактной сети было принято равным 1500 В, так как в то время ещё не было возможности создать надёжное электрооборудование для напряжения 3000 В. В 1935 году, при электрификации участка Александров — Загорск, напряжение в контактной сети было принято равным 3000 В. В результате этого на станции Загорск образовался стык двух напряжений — 1500 и 3000 В. Было принято решение о постройке электровозов на два напряжения, хотя ряд инженеров завода «Динамо» были против, так как при этом происходит значительное усложнение электрических схем, а также значительно усложняется защита электрических схем. Помимо этого, на заводе уже велось проектирование опытного электровоза на напряжение 1500 В (см. ниже).

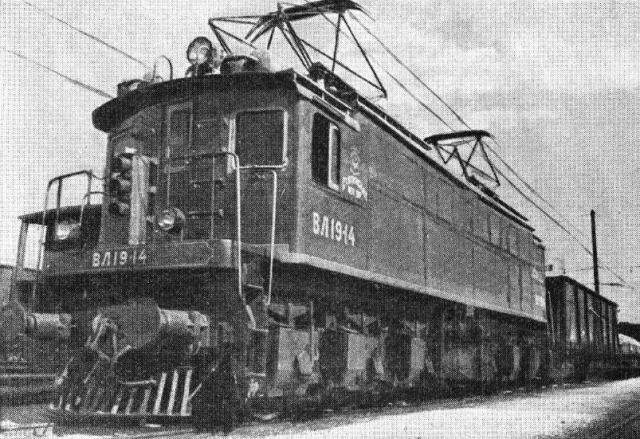
Электровоз ВЛ19-14 с грузовым поездом на линии Никополь-Запорожье (Запорожская область, Украинская ССР)

Было принято решение о создании двух опытных электровозов на два напряжения путём переделки электровозов серии ВЛ19, рассчитанных на напряжение 3000 В. Были созданы две группы инженеров, каждой из которых передали по электровозу. Первой группе (инженеры В. Д. Брагин, В. И. Данилов, Н. М. Ливенцев) поступил ВЛ19-27, а второй (инженеры В. А. Раков, Б. Н. Федотов, А. И. Щукин) — ВЛ19-30. Переоборудование электровозов было начато в августе 1935 года в локомотивном депо Москва-3 Северных железных дорог и было закончено в конце этого же месяца. На обоих электровозах схема силовой электрической цепи в режиме 1500 В предусматривала полное параллельное соединение тяговых электродвигателей, но на ВЛ19-27 при работе в этом режиме сохранялось последовательное соединение всех электродвигателей. Также с ВЛ19-27 было снято электрооборудование для реостатного торможения, а переключение обмоток вспомогательных машин проводилось вручную на остановках. На ВЛ19-30 реостатное торможение было сохранено, а переключение с режима на режим производилось помощью розетки, в которую вставлялась вилка режима 1500 В или 3000 В (позже её заменили на дистанционно управляемый переключатель барабанного типа). Вопросы защиты тяговых электродвигателей в режиме работы на напряжении 1500 В на обоих локомотивах так и не были решены не до конца. В конце августа были проведены наладочные поездки этих электровозов, а после доводки отдельных узлов, локомотивы были отправлены для работы на участке Москва — Загорск.
Так как оба электровоза подтверждали возможность создания электровозов на 2 напряжения, то Центральный отдел электрификации Народного комиссариата путей сообщения настоял на продолжении работ в этом направлении, и в 1936 году завод «Динамо» разработал проект электровозов серии ВЛ19 на два напряжения и без реостатного торможения. В том же году завод начал их производство. По сравнению с ВЛ19-27 и ВЛ19-30, у этих электровозов были несколько упрощены схемы электрических цепей (хотя схемы цепей управления всё равно оказались очень сложными), при этом вместо индивидуальных контакторов был установлен групповой переключатель, который осуществлял переключения тяговых электродвигателей с одного соединения на другое (см. раздел «Конструкция»). Ещё один групповой переключатель был установлен для переключения тяговых электродвигателей с параллельного на полное параллельное соединение, при работе в режиме 1500 В. Защита силовых цепей осуществлялась с помощью двух быстродействующих выключателей: БВП-1Б (применялся на серийных ВЛ19) работал на участках с напряжением 3000 В, а БВП-2А (ранее был применён на опытном ВЛ19-41 — см. ниже) — на участках с напряжением 1500 В. В соответствии с первоначальными чертежами в 1936—1937 гг. было изготовлено 12 электровозов (табл. 2).
| Год выпуска | Количество электровозов | Номера                              |
| ----------- | ----------------------- | ----------------------------------- |
| 1936        | 4                       | 67, 76, 77, 80                      |
| 1937        | 8                       | 94, 96, 97, 102, 106, 107, 110, 115 |
| 1938        | 6                       | 128, 134—137, 139                   |

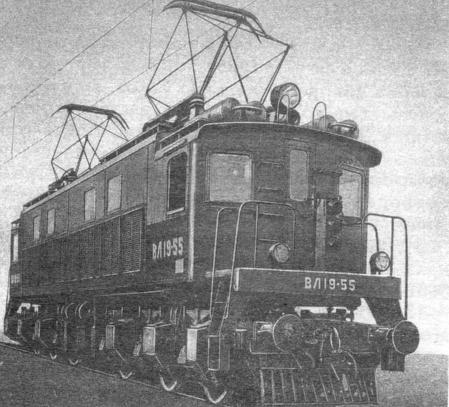
Электровоз ВЛ19-55

Помимо выпуска новых электровозов на два напряжения, продолжалось переоборудование серийных электровозов (рассчитанных на напряжение 3000 В). Так ещё летом 1936 года по схеме электровоза ВЛ19-30 были переоборудованы ВЛ19-52 и ВЛ19-55, но в отличие от прототипа, на них были применены переключатели напряжения с дистанционным управлением. В том же году под руководством инженера З. М. Дубровского на более совершенную и несколько упрощённую схему был переоборудован ВЛ19-59. Основное отличие его схемы от предыдущих заключалось в том, что обмотки главных полюсов каждого тягового электродвигателя были включены непосредственно за якорями (впоследствии такое включение было осуществлено на электровозе ВЛ19-28 — см. выше). Также на данном электровозе было усовершенствовано реостатное торможение: число тормозных позиций было увеличено с 15 до 20, что увеличило плавность регулировки тормозной силы, а также была увеличена мощность тормозных резисторов. Используя электрические схемы электровоза ВЛ19-59, завод Динамо выпустил в 1938 году ещё 6 электровозов серии ВЛ19 на два напряжения (см. табл. 2). На них, как и на электровозах 4-го выпуска (см. выше), вместо динамотора со сдвоенным вентилятором было установлено по два мотор-вентилятора, которые имели электродвигатели с рабочим напряжением 1500 В.
Дальнейшим развитием схемы электровозов на два напряжения стало то, что групповой переключатель переключал с одного соединения на другое не только тяговые электродвигатели, но и ветви резисторов. Благодаря этому цепи управления значительно упростились, что в свою очередь привело к повышению надёжности электровозов на два напряжения. Поэтому в марте 1940 года по схеме с групповым переключателем на 4 положения, разработанной инженером З. М. Дубровским, был переоборудован электровоз ВЛ19-27. Количество контакторов, блокировок и электромагнитных вентилей на электровозе значительно уменьшилось (контакторов — на 17 %, блокировок — на 85 %, вентилей — на 25 %), а его хорошая работа стала основанием для дальнейшего применения этой схемы на электровозах. Так уже в том же году на Сталинской железной дороге для Ярославской были переоборудованы электровозы ВЛ19-04 и ВЛ19-15, в 1941 году на Закавказской — электровозы ВЛ19-24 и ВЛ19-38 и на самой Ярославской — электровоз ВЛ19-52. Всего до 1941 года было изготовлено 18 и переоборудовано 9 электровозов для работы на двух напряжениях.
Электровозы на два напряжения были отправлены на участок Минеральные Воды — Кисловодск (электрифицирован в 1936 году) Орджоникидзевской железной дороги, где водили грузовые и дальних пассажирские поезда, заменив паровозы серии Хп, а также на участок Загорск — Александров (введён в эксплуатацию в 1937 году) Ярославской железной дороги. На последнем электровозы ВЛ19 первоначально водили только грузовые поезда, заменив паровозы серии Эу, а с июля 1939 года — все дальние пассажирские поезда (вместо паровозов серии Су).
После окончания Великой Отечественной войны было продолжено переоборудование электровозов серии ВЛ19 на 3000 В по схеме ВЛ19-27 и к 1954 году было переоборудовано уже 53 локомотива. После того, как участки Москва — Загорск и Минеральные Воды — Кисловодск, а также Бакинский железнодорожный узел были переведены на напряжение 3000 В, надобность в электровозах на два напряжения отпала, а существующие электровозы начали переоборудовать только на напряжение 3000 В. К середине 1960-х эти работы были закончены.

### Опытный электровоз для напряжения 1500 В
К концу 1935 года на заводе «Динамо» был построен опытный электровоз ВЛ19-41, который предназначался для работы только на напряжении 1500 В. В отличие от серийных электровозов, на ВЛ19-41 были установлены тяговые электродвигатели ДК-1А, рассчитанные на рабочее напряжение 750 В (см. раздел «Конструкция»), а электропневматические контакторы были рассчитаны на меньшие напряжения и бо́льшие токи. Групповой переключатель ПКГ-307 по конструкции был аналогичен переключателю ПКГ-308А, применявшемуся на серийных ВЛ19 второго выпуска (см. выше). Защита тяговых электродвигателей осуществлялась с помощью быстродействующего переключателя БВП-2А, который по сравнению с БВП-1А серийных ВЛ19 имел меньшую дугогасительную камеру и был рассчитан на более высокие токи (продолжительный ток — 1250 А). Схемы силовой цепи тяговых электродвигателей и цепей управления, были такими же, как на электровозах серии ВЛ19, выполненных на напряжение 3000 В. Установленный на электровозе динамотор ДДИ-60, имел параллельное соединение якорных обмоток, и электродвигатели компрессоров были типа ЭК12/1500.
При напряжении в контактном проводе 1500 В, сила тяги и скорость электровоза при часовом режиме составляли соответственно 18 000 кгс и 39 км/ч, а в продолжительном — 14 500 кгс и 41 км/ч. Конструкционная скорость электровоза составляла 75 км/ч. Первоначально ВЛ19-41 поступил на участок Москва — Загорск Северных железных дорог, а в 1937 году, из-за электрификации участка Загорск — Александров на напряжение 3000 В, был переведён на участок Минеральные воды — Кисловодск Орджонекидзевской железной дороги, где обслуживал дальние пассажирские и грузовые поезда. В августе 1941 года электровоз был временно эвакуирован на Закавказскую железную дорогу. В 1957 году ВЛ19-41 был переоборудован для работы только при напряжении 3000 В, при этом была использована схема электровоза ВЛ19-28.

### Модернизация электровозов
После окончания Великой Отечественной войны Народный комиссариат путей сообщения передал Новочеркасскому электровозостроительному заводу несколько неисправных электровозов серии ВЛ19. В 1947 году на заводе у электровозов был произведён необходимый капитальный ремонт экипажной части, а также были заменены тяговые электродвигатели: вместо ДПЭ-340 были установлены ДПЭ-400Б, мощностью 400 кВт (устанавливались на электровозах ВЛ22м). Соединения аппаратуры электрических цепей было выполнено по схеме З. М. Дубровского как на ВЛ19-27 (см. выше). Всего было выпущено 10 локомотивов, которым присвоили новые номера:
- № 187[6] — бывший № 137;
- № 189 — бывший № 02;
- № 190 — бывший № 75;
- № 191 — бывший № 25;
- № 192 — тележки от № 127, кузов от № 52;
- № 193 — бывший № 139;
- № 194 — бывший № 141;
- № 195 — бывший № 59;
- № 196 — бывший № 07;
- № 197 — бывший № 10.

Отремонтированные электровозы получили обозначение серии ВЛ19м (модернизированные). При часовом режиме их мощность составляла 2 400 кВт, сила тяги — 19 500 кгс, а скорость 43,5 км/ч. Максимальная скорость была увеличена до 90 км/ч, передаточное число тяговых редукторов и диаметр движущих колёс остались без изменений. По проекту масса электровозов ВЛ19м должна была составлять 117 т, но из-за разнообразия применённого электрооборудования и вариантов усиления механической части, она фактически находилась в пределах от 115,3 до 120,5 т. В справочниках массу локомотива указывали равной 120 т.

## Технические характеристики
Основные данные электровозов ВЛ19 разных модификаций приведены в табл. 3.
| Параметр                               | ВЛ19-01        | ВЛ19                         | ВЛ19         | ВЛ19-41      | ВЛ19М        |
| -------------------------------------- | -------------- | ---------------------------- | ------------ | ------------ | ------------ |
| Напряжение, В                          | 3000           | 3000                         | 1500/3000    | 1500         | 3000         |
| Электрическое торможение               | Рекуперативное | Реостатное, либо отсутствует | —            | Реостатное   | —            |
| Мощность часовая, кВт                  | 2040           | 2040                         | 2040         | 1920         | 2340         |
| • длительная, кВт                      | 1800           | 1800                         | 1800         | 1680         | 1850         |
| Часовой ток электровоза, А             | 750            | 750                          | 1500/750     | 1435         | 870          |
| • длительный, А                        | 660            | 660                          | 1320/660     | 1230         | 675          |
| Сила тяги часовая, кгс                 | 20000          | 20000                        | 20000        | 18000        | 19500        |
| • длительная, кгс                      | 17000          | 17000                        | 17000        | 14500        | 14600        |
| Скорость часовая, км/ч                 | 37             | 37                           | 37           | 39           | 43,5         |
| • длительная, км/ч                     | 38,5           | 38,5                         | 38,5         | 41           | 46,5         |
| • конструкционная, км/ч                | 85             | 85                           | 85           | 75           | 90           |
| Масса, т                               | 114            | 117                          | 117          | 117          | 120          |
| Длина, мм                              | 16018          | 16218                        | 16218        | 16218        | 16218        |
| Высота при опущенном токоприёмнике, мм | 4900           | 5025                         | 5025         | 5025         | 5025         |
| Ширина кузова, мм                      | 3106           | 3106                         | 3106         | 3106         | 3106         |
| Диаметр движущих колёс, мм             | 1200           | 1200                         | 1200         | 1200         | 1200         |
| Передаточное число                     | 86:23 = 3,74   | 86:23 = 3,74                 | 86:23 = 3,74 | 86:23 = 3,74 | 86:23 = 3,74 |

## Конструкция

### Механическая часть
Механическая часть электровоза состоит из двух 3-осных тележек, соединённых сочленением, на которых сверху установлен кузов. На тележках располагаются ударно-тяговые приборы (буферы, винтовая упряжь, либо автосцепка СА-3), а также тяговые электродвигатели, имевших опорно-осевое подвешивание (двигатель опирается непосредственно на движущую ось). В кузове располагается вся электроаппаратура и вспомогательные машины. Как и на электровозах серии СИ, на ВЛ19 имеется лишь один боковой коридор, вспомогательные машины помещены в общей высоковольтной камере.

#### Кузов
Кузов электровоза имеет нижнюю несущую раму, на которую передаётся вес аппаратуры и вспомогательных машин. Нижняя рама кузова состоит из швеллерных балок, угольников и листов; все элементы рамы соединены на заклёпках (на ВЛ19-01 — с помощью сварки). Каркас кузова состоит из вертикальных стоек и крышевых дуг, которые покрывает стальная обшивка, толщиной 3—4 мм. На электровозе ВЛ19-01 часть крыши, которая располагалась над высоковольтной камерой, была выполнена съёмной, на серийных электровозах её заменили на 3 крышевых люка. Два из этих люков расположены над пусковыми реостатами (находятся по концам высоковольтной камеры) и на них крепятся токоприёмники. Также для удобства монтажа аппаратуры в кузове находятся две двустворчатые двери, выходящие непосредственно в высоковольтную камеру. Средняя стенка имеет съёмные щиты. По наружной стенке вдоль служебного коридора расположены жалюзи, через которые внутрь попадает холодный воздух (для охлаждения электрооборудования). Вход внутрь электровоза осуществляется через торцевые двери, которые выходят на переходные площадки.

#### Тележки
Тележки электровоза ВЛ19 выполнены 3-осными. Они соединены сочленением, так как через них передаются тяговые усилия поезду. Поначалу у межтележечного соединения было поставлено возвращающее устройство, но из-за повышенного виляния тележек оно было отключено (см. ниже). Кузов опирается на каждую тележку через специальные опоры, которые расположены на второй поперечной балке. Колёсные пары выполнены бандажными, с диаметром поверхности катания у нового бандажа 1220 мм; бандажи применены такие же, как на распространённых ещё в то время паровозах серии Ов. Зубчатая передача упругая прямозубая с передаточным соотношением 3,74 (86:23), большое зубчатое колесо имеет упругие элементы (пластинчатые пружины). Буксовые узлы выполнены с подшипниками скольжения. Рессорное подвешивание — 4-точечное, статически неопределимое. Листовые рессоры имеют жёсткость 144 кгс/мм (у сурамских электровозов — 155 кгс/мм).

### Электрооборудование
На электровозе установлено 6 тяговых электродвигателей (ТЭД), регулирование напряжения на которых осуществляется с помощью реостатов (потому эти реостаты и называют пусковыми) изготовленных из серого чугуна, а также способами включения ТЭД. Электровоз имеет 36 ходовых позиций, из которых 1—16 позиции соответствуют последовательному соединению ТЭД (все 6 двигателей соединены последовательно в одну ветвь), 17—27 — последовательно-параллельному (двигатели соединены по 3 последовательно в 2 параллельные ветви), 28—36 — параллельному (двигатели соединены по 2 последовательно в 3 параллельные ветви). На электровозах на два напряжения в режиме 1500 В эти позиции соответствуют соответственно последовательно-параллельному, параллельному и полному параллельному (все 6 двигателей соединены параллельно) соединениям тяговых электродвигателей. Позиции 16, 27 и 36 являются ходовыми — на них пусковые реостаты выведены из цепи тяговых электродвигателей. Также на каждом из ходовых соединений можно было получить две степени ослабления возбуждения — 67 и 50 %, благодаря чему число экономических скоростей было увеличено до 9. Электрооборудование предусматривало возможность работы по системе многих единиц (несколько соединённых электровозов могут управляться из передней кабины ведущего локомотива .
1 — пантограф

2 — главные резервуары

3 — прожектор

4 — тифон

5 — динамотор с генератором постоянного тока

6 — вентилятор

7 — электропечи

8 — главный агрегат

9 — низковольтный агрегат

10 — пневматический агрегат

11 — клапан пантографа

12 — алюминиевый разрядник

13 — быстродействующий выключатель

14 — предохранитель

15 — штепсельные розетки

16 — агрегат пусковых сопротивлений (24 ящика)

17 — мотор-компрессор

18 — пусковое сопротивление мотор-компрессора

19 — индуктивные шунты

20 — аккумуляторная батарея

21 — лампы освещения

22 — резервуар цепи управления

23 — колонка междуэлектровозных соединений

24 — буферные фонари

25 — ручной воздушный насос

26 — шкаф

27 — контроллер

28 кран машиниста

29 — прямодействующий кран

30 — панель с измерительными приборами

31 — панели с манометрами

32 — выключатель управления

33 — кнопки управления

34 — кнопки освещения

35 — выключатель песочницы

36 — клапан песочницы

37 ручной тормоз

38 — сиденье машиниста

39 — сиденье помощника машиниста

40 — сиденье машиниста-инструктора

#### Тяговые электродвигатели
На электровозах ВЛ19 на напряжение 3000 В и на два напряжения применялись тяговые электродвигатели ДПЭ-340А, которые отличаются от двигателей ДПЭ-340 (применялись на электровозах серии СС) лишь переносом отверстий для охлаждающего воздуха с боковой на верхнюю грань. Тяговый электродвигатель ДПЭ-340А (Д — завода «Динамо», П — постоянного тока, Э — электровозный, 340 — мощность часового режима, кВт, А — версия исполнения) являлся четырёхполюсным электродвигателем постоянного тока с последовательным возбуждением (обмотка якоря соединена последовательно с обмотками полюсов) и волновой обмоткой якоря. Рабочее напряжение электродвигателя составляет 1500 В, изоляция обмоток рассчитана на максимальное напряжение контактной сети (4000 В). В подшипниковых щитах были установлены подшипники скольжения, сам двигатель рассчитан на опорно-осевое подвешивание.
На электровозе ВЛ19-41 были установлены тяговые электродвигатели ДК-1А, рабочее напряжение которых составляло 750 В. ДК-1А отличался от ДПЭ-340А лишь параметрами обмоток полюсов и якоря (число витков, сечение проводников), а также меньшим числом пластин на коллекторе. На модернизированных электровозах серии ВЛ19м устанавливали тяговые электродвигатели ДПЭ-400Б, которые имели параметры, как у электродвигателей ДПЭ-400А (применялись на электровозах серии ВЛ22м). Основные характеристики всех трёх электродвигателей приведены в табл. 4.
| Наименование двигателя | Мощность, кВт | Мощность, кВт         | Ток, А        | Ток, А                | Частота вращения якоря, об/мин | Частота вращения якоря, об/мин | Рабочее напряжение, В | Масса, кг |
| Наименование двигателя | Часовой режим | Продолжительный режим | Часовой режим | Продолжительный режим | Часовой режим                  | Продолжительный режим          | Рабочее напряжение, В | Масса, кг |
| ---------------------- | ------------- | --------------------- | ------------- | --------------------- | ------------------------------ | ------------------------------ | --------------------- | --------- |
| ДПЭ-340А               | 340           | 300                   | 250           | 220                   | 605                            | 650                            | 1500                  | 4300      |
| ДК-1А                  | 320           | 277                   | 475           | 410                   | 645                            | 670                            | 750                   | 4230      |
| ДПЭ-400Б               | 400           | 310                   | 290           | 225                   | 710                            | 750                            | 1500                  | 4220      |

#### Вспомогательные машины
Для охлаждения тяговых электродвигателей на электровозе установлены вентиляторы. На первых ВЛ19 были установлены сдвоенные вентиляторы, приводом которых являлись электродвигатели типа МАТ-77 (ранее применялись на электровозах СС). Так как рабочее напряжение этих двигателей составляло 1500 В, то на электровозе были установлены динамоторы (тип ДДИ-66), которые подключались напрямую к контактной сети (3000 В) и выдавали на выходе половину напряжения контактной сети (3000/2=1500 В). Также эти динамоторы приводили генераторы тока (тип ДУ-3), а те в свою очередь являлись основным источником питания низковольтных электрических цепей электровоза (напряжение 50 В). На электровозах четвёртого выпуска (см. выше) вместо сдвоенных стали устанавливать два мотор-вентилятора, приводом которых служили электродвигатели ДВ-18/3000 с рабочим напряжением 3000 В (на электровозах на два напряжения, а также на № 41 — ДВ-18/1500 на 1500 В), что позволило убрать динамоторы, генераторы тока при этом были перенесены на мотор-вентиляторы, которые служили для генераторов приводом. Для получения сжатого воздуха (например, для питания тормозной магистрали) на электровозе были установлены 2 мотор-компрессора. На первых ВЛ19 применялись мотор-компрессоры типа GZB-6 (как на электровозах СИ), которые приводились электродвигателями GFM-300/4 с рабочим напряжением 3000 В, позже их сменили ТВ-130 с электродвигателями ЭК-12/3000 (на № 41 и электровозах на два напряжения — ЭК-12/1500). Основные данные электродвигателей вспомогательных машин приведены в табл. 5.
| Параметр                       | Динамотор | Генератор | Электродвигатель вентилятора | Электродвигатель вентилятора | Электродвигатель вентилятора | Электродвигатель компрессора | Электродвигатель компрессора | Электродвигатель компрессора |
| Параметр                       | ДДИ-66    | ДУ-3      | МАТ-77                       | ДВ-18/3000                   | ДВ-18/1500                   | GFM-300/4                    | ЭК-12/3000                   | ЭК-12/1500                   |
| ------------------------------ | --------- | --------- | ---------------------------- | ---------------------------- | ---------------------------- | ---------------------------- | ---------------------------- | ---------------------------- |
| Напряжение, В                  | 3000/1500 | 50        | 1500                         | 3000                         | 1500                         | 3000                         | 3000                         | 1500                         |
| Мощность, кВт                  | 60        | 3,0       | 14                           | 18                           | 18                           | 19                           | 13,1                         | 14                           |
| Ток, А                         | 21/42     | 60        | 10,5                         | 8,2                          | …                            | 8                            | 6,1                          | 12,2                         |
| Частота вращения якоря, об/мин | 1200      | 1200      | 1265                         | 1300                         | …                            | 1450                         | 730                          | 700                          |
| Масса, кг                      | 2300      | 255       | …                            | 877                          | …                            | …                            | 850                          | 850                          |

#### Питание низковольтных цепей и вспомогательных машин
На электровозе ВЛ19-01 была применена такая же система питания низковольтных цепей и вспомогательных машин, как на электровозах серии СС. Для питания низковольтных цепей напряжением 50 В, а также цепей вспомогательных машин напряжением 1500 В на электровозе ВЛ19-01 был установлен мотор-генератор (динамотор). Он состоял из высоковольтного двигателя типа ДД-60, работавшего от напряжения 3000 В контактной сети и установленного на одном валу с ним генератора постоянного тока 50 В типа ДУ-3. Напряжение 50 В, вырабатываемое генератором, поступало в низковольтные цепи электровоза — цепи управления, освещения, сигнализации. Автоматическое поддержание напряжения 50 В на генераторе осуществлялось регулятором напряжения системы Пинч, основной частью которого был столбик из угольных дисков.
Питание вспомогательных машин электровоза напряжением 1500 В также обеспечивалось с помощью динамотора. Для этого его двигатель имел две последовательно включенные обмотки якоря (а следовательно, и два коллектора) и работал в режиме делителя напряжения 3000 В. К средней точке обмоток якоря и минусу подключались на напряжение 1500 В электродвигатели вспомогательных машин — двух мотор-компрессоров, двух мотор-вентиляторов и мотор-генератора (возбудителя).
На электровозах ВЛ19 первого и второго выпуска (№ 02-85 и № 88; 1934—1936 гг) динамотор стал обеспечивать питание только электродвигателей вентиляторов. Двигатели мотор-компрессоров стали питаться напрямую от контактной сети, а мотор-генератор из-за наличия реостатного торможения отсутствовал. Поэтому на этих электровозах был применен двигатель динамотора типа ДДИ-60. От ДД-60 он отличался отсутствием параллельной обмотки и меньшим числом витков обмоток возбуждения. На этих же электровозах вместо регулятора напряжения генератора системы Пинч был применён дисковый регулятор напряжения типа СРН-1Б, во многом аналогичный регулятору напряжения СРН-1А моторных вагонов электросекций Сд.
На электровозах ВЛ19 третьего выпуска (№ 86, 87, 89-122 и 124—126; 1936—1938 гг) был применен новый распределительный щит. Регулятор напряжения СРН-1Б заменили вибрационным регулятором СРН-2.
На электровозах ВЛ19 четвёртого выпуска (№ 123 и 129—145; 1938 г) двигатели вентиляторов стали также питаться напряжением 3000 В от контактной сети, подобно двигателям компрессоров. Поэтому на этих электровозах динамотор отсутствовал. Если на всех предыдущих электровозах СС и ВЛ19 низковольтные цепи 50 В питались от одного генератора ДУ-3, входящего в состав динамотора, то на электровозах ВЛ19 4-го выпуска были установлены два генератора ДУ-3, а их валы приводились во вращение от мотор-вентиляторов. Поэтому генераторы этих электровозов работали только при включённых вентиляторах. Такая схема питания двигателей вспомогательных машин и цепей 50 В уже применялась на итальянских электровозах серии СИ и затем стала применяться на последующих электровозах постоянного тока серии ВЛ.
На электровозах ВЛ19, переоборудованных для работы на два напряжения (№ 27 и № 30) при работе на напряжении 3000 В двигатели вентиляторов питались от динамотора, а при работе на напряжении 1500 В — от контактной сети. Двигатели компрессоров на обоих напряжениях питались от контактной сети, что сильно снижало производительность компрессоров при напряжении 1500 В. Чтобы частота вращения динамотора оставалась постоянной при работе на обоих напряжениях, при переходе с одного напряжения сети на другое вручную переключали соединение обмоток динамотора. На последующих 12 электровозах ВЛ19, построенных в 1936—1937 гг для работы на два напряжения (а также на переоборудованном ВЛ19 №59), были применены двигатели компрессоров, рассчитанные на напряжение 1500 В. Поэтому они стали питаться аналогично двигателям вентиляторов. Переключение соединений обмоток динамотора (параллельное либо последовательное) стало осуществляться электропневматическим переключателем напряжения. На электровозах ВЛ19 №52 и №55, также переоборудованных на два напряжения, двигатели компрессоров постоянно питались от контактной сети. Для повышения производительности компрессоров при напряжении 1500 В из цепей их двигателей выключали демферные резисторы.
На опытном электровозе ВЛ19-41, построенном в 1935 году для работы от напряжения 1500 В, обмотки динамотора были постоянно включены параллельно. Двигатели вентиляторов и компрессоров были рассчитаны на напряжение 1500 В, поэтому они подключались напрямую к контактной сети.
На шести электровозах ВЛ19 четвёртого выпуска, построенных для работы на два напряжения (№ 128, № 134-137 и №139), динамотор отсутствовал, а двигатели вентиляторов и компрессоров были рассчитаны на напряжение 1500 В. Поэтому при работе от напряжения 1500 В эти двигатели включались параллельно, а при работе от напряжения 3000 В — последовательно (два последовательно включённых двигателя вентилятора и два последовательно включённых двигателя компрессора). Генераторы управления имели привод от вентиляторов, как и на обычных ВЛ19 четвёртого выпуска.
Основные данные электродвигателя и генератора динамотора приведены в табл. 5.

#### Вентиляция
Для принудительного охлаждения тяговых электродвигателей и другого электрооборудования на электровозе ВЛ19-01 и всех электровозах ВЛ19 первого-третьего выпусков было установлено два мотор-вентилятора, аналогичных вентиляторам электровоза серии СС. Каждый мотор-вентилятор имел две крыльчатки. В качестве двигателей вентиляторов использовались электродвигатели типа МАТ-77, питавшиеся постоянным напряжением 1500 В от динамотора.
На электровозах ВЛ19 первого-третьего выпусков, переоборудованных и построенных для работы на два напряжения (№27, №30, №59 и ещё на 12) при работе на напряжении 3000 В двигатели вентиляторов питались от динамотора, а при работе на напряжении 1500 В — от контактной сети. На электровозе ВЛ19 №41, построенном для работы на напряжении 1500 В, двигатели вентиляторов постоянно питались от контактной сети.
На электровозах ВЛ19 четвертого выпуска мотор-вентиляторы получили новые электродвигатели (типа ДВ-18/3000). Эти двигатели питались напряжением 3000 В от контактной сети. Двигатель каждого вентилятора стал приводить во вращение вал генератора управления. На шести электровозах ВЛ19 четвёртого выпуска, построенных для работы на два напряжения (№ 128, № 134-137 и №139) применили двигатели вентиляторов типа ДВ-18/1500, рассчитанные на напряжение 1500 В. При работе от напряжения 1500 В эти двигатели включались параллельно, а при работе от напряжения 3000 В — последовательно.
Основные данные электродвигателей вентиляторов приведены в табл. 5.

#### Компрессоры
Пневматические тормоза и многие электрические аппараты электровоза работали на сжатом воздухе. Для получения сжатого воздуха на электровозе были установлены два мотор-компрессора, состоявших из поршневого компрессора и его электродвигателя. На электровозе ВЛ19-01 были применены новые двухцилиндровые компрессоры типа ТВ-5 1/4, их электродвигатели питались напряжением 1500 В от динамотора. Начиная с электровоза ВЛ19-02, применили двигатели компрессоров, рассчитанные на напряжение 3000 В. Они стали питаться напрямую от контактной сети. Так, на ВЛ19 № 02-07 применялись мотор-компрессоры типа GZB-6 с электродвигателями GFM-300/4 (как на электровозах СИ). С ВЛ19 №08 стали применять быстроходные двухступенчатые двухцилиндровые вертикальные компрессоры ТВ-130 с электродвигателями ЭК-12/3000 (частота вращения вала — 730 об/мин; производительность компрессора — 1750 л/мин воздуха при давлении 8 а). На ВЛ19 № 41 и ВЛ19 на два напряжения (кроме №27, №30, №52 и №55) применялся электродвигатель компрессора ЭК-12/1500.
Основные данные электродвигателей компрессоров приведены в табл. 5.

## Эксплуатация
Электровоз ВЛ19-01 после окончания испытаний некоторое время обслуживал поезда на участке Хашури — Зестафони Закавказской железной дороги. В 1940 году его перевели на маневровую работу; также он водил относительно лёгкие пассажирские поезда на участке Хашури — Боржоми. В 1972 году электровоз был исключён из локомотивного парка.

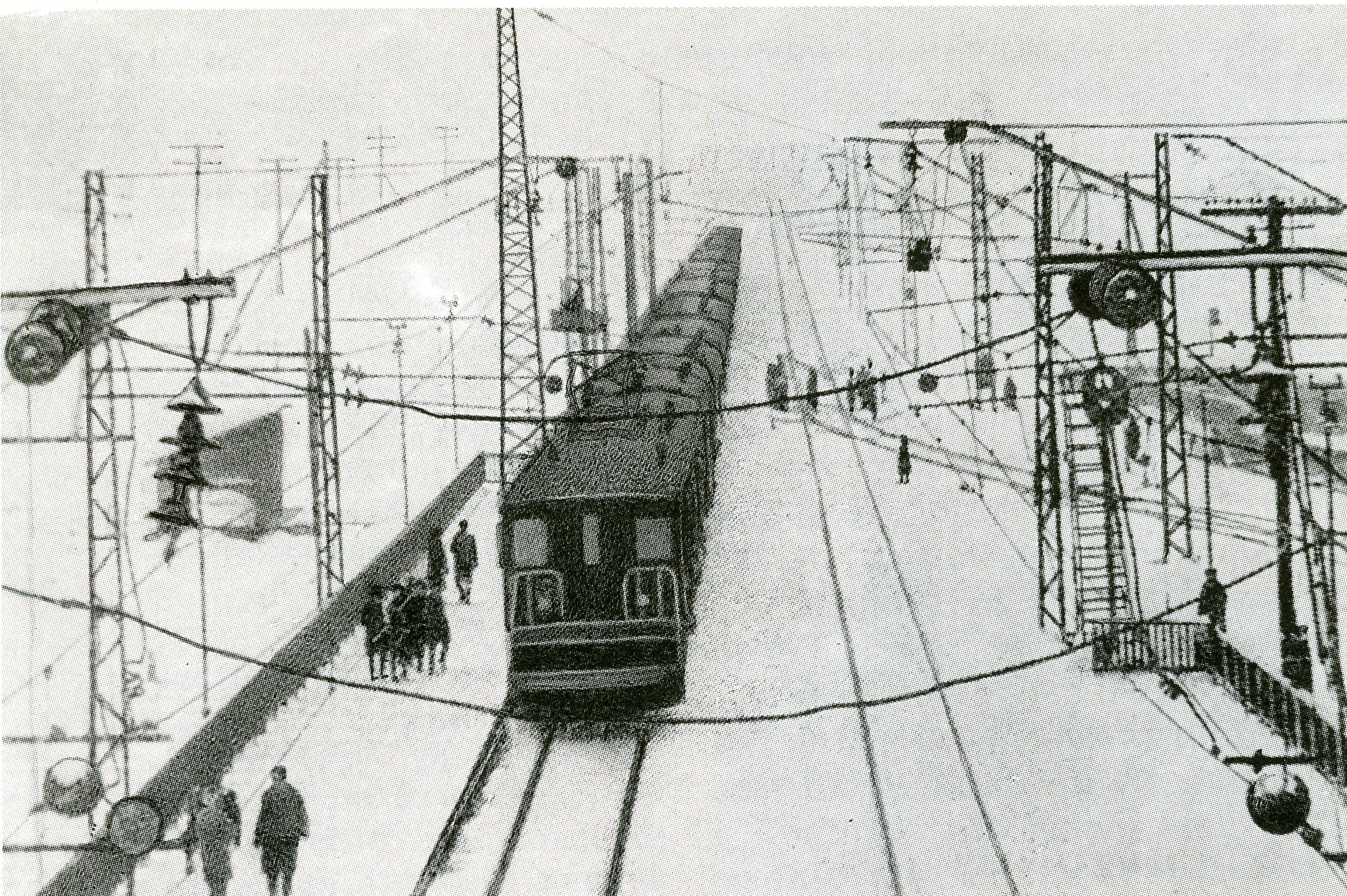
Поезд, ведомый электровозом ВЛ19, на станции Мурманск,

Серийные электровозы первоначально поступили на участок Запорожье — Долгинцево Екатерининской (с 1936 года — Сталинской) железной дороги, на котором они заменили паровозы серий Э и С. В середине 1941 года, в связи с военной обстановкой, электровозы эвакуировали на Томскую и имени Л. М. Кагановича (бывшую Пермскую) железные дороги. В 1935 году электровозы ВЛ19 стали обслуживать грузовые и пассажирские поезда на участке Тбилиси — Хашури (заменили паровозы серий Э и Су), а с мая 1936 года — на участке Зестафони — Самтредиа (заменили паровозы серий Щ и Б) Закавказской железной дороги. С 15 декабря 1935 года ВЛ19 начали эксплуатировать на Пермской железной дороге, где они обслуживали грузовые поезда на участке Свердловск — Гороблагодатская, при этом масса составов возросла с 950 до 1200 т, а среднетехническая скорость с 28 до 40 км/ч.
29 ноября 1935 года электровоз ВЛ19-40 провёл первые грузовой и пассажирский поезда по электрифицированному участку Кандалакша — Апатиты — Кировск Кировской железной дороги. С 16 декабря электровозы стали работать на участке по графику, заменив паровозы серии Эм и повысив среднетехническую скорость на участке с 32 до 43 км/ч. В 1937 году электровозы ВЛ19 стали работать на участках Белово — Новокузнецк Томской и Апатиты — Имандра Кировской железных дорог, заменив паровозы серий Э и Эу. Электроэнергия для электрифицированных участков Кировской железной дороги поступала от Нивской и Туломской гидроэлектростанций, оригинальные инженерные решения которых, сделали их практически неуязвимыми во время Великой Отечественной войны. Благодаря этому в 1941—1945 годах электрическая тяга на участке Мурманск — Кандалакша была сохранена, и доставка грузов из Мурманска (поставлялись арктическими конвоями из США и Англии по ленд-лизу) смогла осуществляться быстрее, чем при паровозной тяге.
В эксплуатации выяснилось, что применявшееся на электровозах серии ВЛ19 возвращающее устройство (располагалось возле сочленения тележек) было эффективно лишь на горных линиях с малыми радиусами кривых (например, Хашури — Зестафони Закавказской железной дороги), но на этих участках эксплуатировались сурамские электровозы, которые не были оборудованы этим устройством. Электровозы ВЛ19 не могли эксплуатироваться на таких участках (из-за малого сцепного веса и отсутствия рекуперативного торможения), поэтому их направляли на относительно равнинные участки с кривыми больших радиусов. На этих участках применение возвращающего устройства приводило к «вилянию» локомотива, что снижало его ходовые качества. Поэтому в период 1938—1940 гг. на всех электровозах ВЛ19 возвращающие устройства были заклинены.
6 ноября 1945 года был введён в эксплуатацию электрифицированный участок Златоуст — Челябинск, на котором ВЛ19 были первыми электровозами. С середины 1950-х гг., в связи с ростом массы поездов, многие электровозы серии ВЛ19 стали переводиться с дорог Урала и Сибири на лёгкие по профилю и небольшие по длине участки. Начиная с 1960-х ВЛ19 постепенно отстраняться от поездной работы и исключаться из локомотивного парка; наиболее интенсивное исключение происходило в 1971—1976 гг., причём только в 1975 году было исключено около 50 локомотивов. Дольше всего электровозы серии ВЛ19 проработали на участке Мурманск — Кандалакша Октябрьской железной дороги.

## Оценка электровоза
Летом 1935 года на страницах газеты «Гудок» был помещён ряд статей, в которых обсуждались преимущества и недостатки электровозов серий ВЛ19 и СС. Сторонники электровоза ВЛ19 указывали на следующие его преимущества, по сравнению с СС:

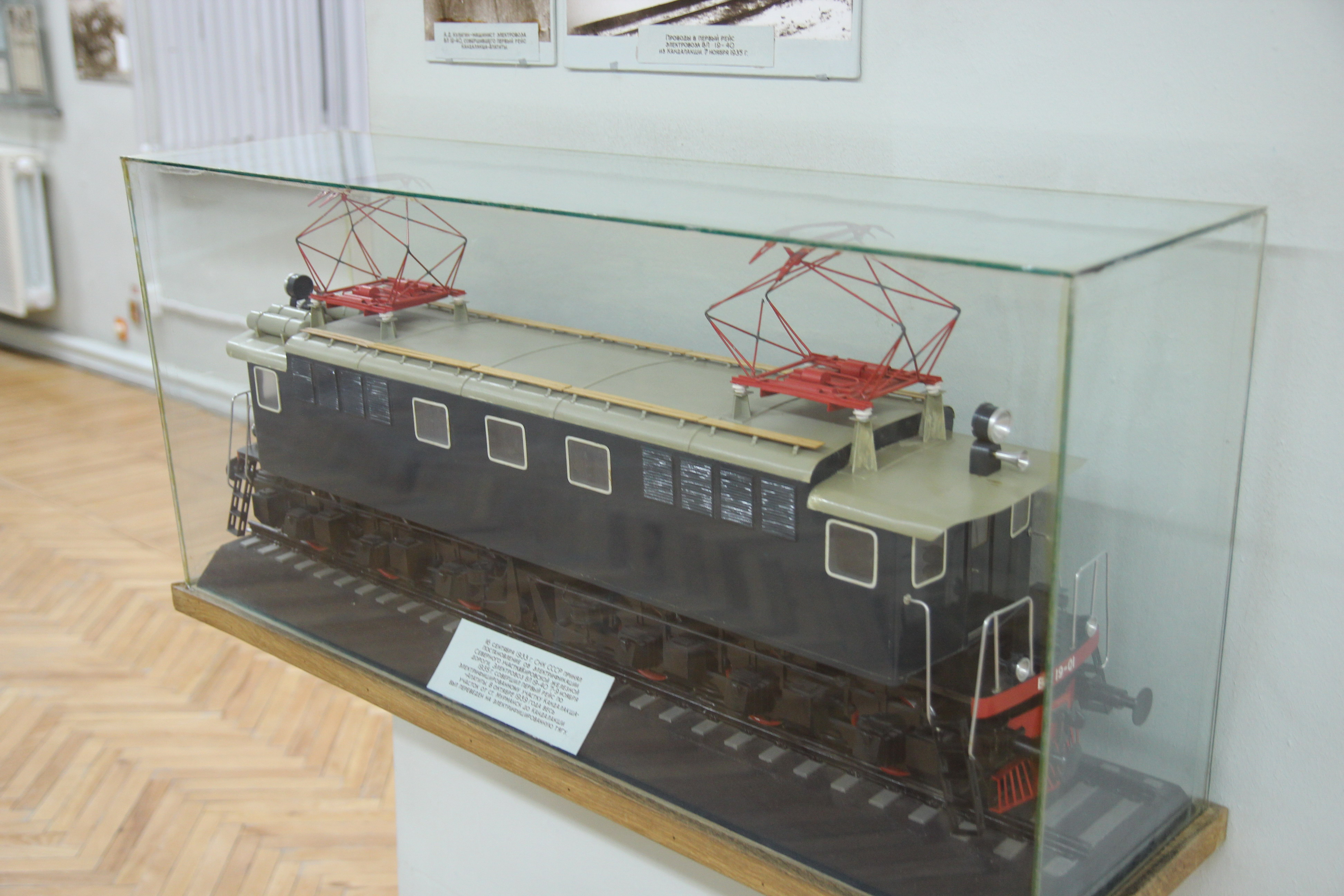
Модель электровоза ВЛ19-01 в Мурманском краеведческом музее

- более удачное расположение оборудования;
- механическая часть рассчитана на более высокие скорости движения;
- нагрузка от колёсных пар на рельсы достаточная и повышать её до 22 тс не следует.

Их оппоненты же указывали на следующие недостатки ВЛ19:
- вспомогательные машины «спрятаны»[19] от локомотивной бригады;
- плохое расположение аппаратуры, на которую попадает холодный воздух (зимой на неё мог попасть снег, что приводило к отказам);
- электровоз рассчитан на слабое верхнее строение пути, а поднять осевую нагрузку до 22 тс не позволяет недостаточная механическая прочность рам тележек, хребтовых балок и пят кузовов;
- невозможность установки оборудования для рекуперации.

Для того, чтобы опровергнуть последнее утверждение, в депо Москва-3 Северных железных дорог был переоборудован с реостатного на рекуперативное торможение электровоз ВЛ19-38. При переоборудовании использовались вспомогательные машины электровоза серии СИ, однако в результате в кузове образовалось большое нагромождение различного оборудования, к которому при осмотре было трудно добраться. После переделки, ВЛ19-38 был направлен для испытаний на Закавказскую железную дорогу, где после непродолжительной работы был вновь переоборудован на реостатное торможение. Дальнейшие попытки создать на базе конструкции ВЛ19 электровоз с рекуперативным торможением вылились в создание партии (5 локомотивов) опытных электровозов серии СК («Сергей Киров», проектное обозначение — ВЛ20), оборудованных рекуперативным торможением, имевших тележки электровоза серии СС, а редукторы и тяговые двигатели как у ВЛ19.
В конце 1930-х гг. на Закавказской и имени Л. М. Кагановича железных дорогах возникла необходимость пополнения парка электровозами со сцепной массой 132 т и оборудованных рекуперативным торможением. В конце 1937 года руководство Центрального отдела электрификации Народного комиссариата путей сообщения, состав которого, по сравнению с 1934—1936 гг. существенно обновился, приняло решение о прекращении постройки электровозов серии ВЛ19 и о заказе электровозов по типу серии СС с рекуперативным торможением. Помимо вышеуказанных недостатков ВЛ19, сторонники прекращения постройки этого электровоза указывали на необходимость возврата к более толстым бандажам, как на электровозах сурамского типа (90 мм, у электровозов ВЛ19 — 75 мм). В 1938 году была спроектирована и запущена в производство модернизированная версия электровоза СС — См (ВЛ22). Вторым, после ВЛ19, серийным электровозом, конструкция которого была разработана в СССР, стал электровоз серии Н8 (с 1963 года — ВЛ8), первый локомотив этой серии (Н8-001) был выпущен в марте 1953 года.

## Сохранившиеся локомотивы
- ВЛ19-01[21] — на постаменте в локомотивном депо Хашури (Грузия).[22]
- ВЛ19-35 — экспонат музея железнодорожного транспорта на станции Екатеринбург-Сортировочный (г. Екатеринбург).[23]
- ВЛ19-40 — на постаменте возле локомотивного депо Кандалакша (Мурманская область).[18]
- ВЛ19-61 — на постаменте в городе Златоусте.[24]

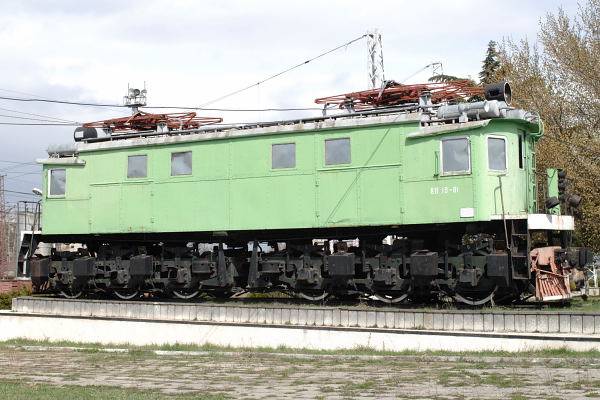
ВЛ19-01 на постаменте в Хашури
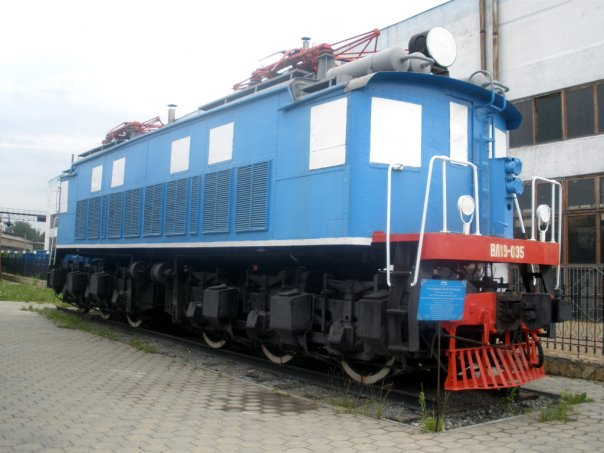
ВЛ19-35 в Екатеринбурге
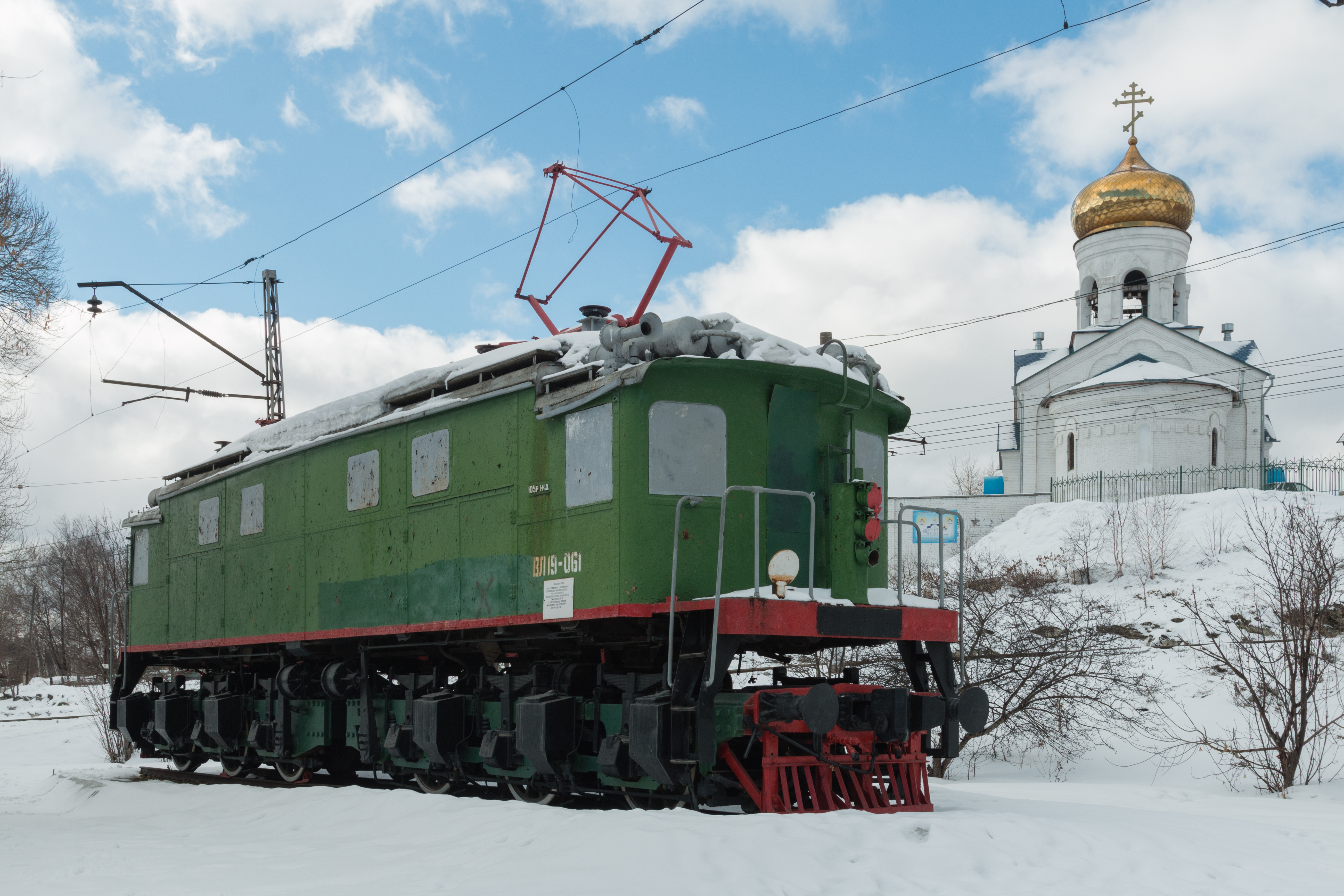
ВЛ19-61 в Златоусте

### Комментарии
1. ↑  Выпущенные в 1934—1938 гг. электровозы серий ПБ21, СК и ОР22 так и остались опытными; электровозы серии ВЛ22 по конструкции являлись модернизацией электровозов серии СС.